# Фицджеральд, Джон Фицэдмунд
Джон Фицэдмунд Фицджеральд (англ. John Fitzedmund Fitzgerald; умер в феврале 1589 году) — англо-нормандский дворянин, наследственный сенешаль Имокилли (Имокилли — территория вокруг Йола в провинции Мунстер).

## Биография
Сын Эдмунда Фицмориса Рискарда, сенешаля Имокилли, и Шайлы, дочери сэра Маолрони МакШейна О’Кэрролл, лорда Эли. Он был известным действующим лицом в двух великих конфликтах между англичанами и ирландцами, которые сотрясали провинцию Мунстер с 1563 по 1583 год. В 1569 году, будучи «главным связующим звеном с Джеймсом Фицморисом Фицджеральдом, заклятым предателем», он был осажден в своем замке в Баллимартире сэром Генри Сидни; но после упорной обороны, в ходе которой несколько осаждающих были ранены, посчитав это место непригодным для обороны, он «и его компания глухой ночью бежали из дома через болото, которое плотно примыкает к стене, где ни одна стража не могла бы его остановить. предотвратил их побег».
Он продолжал держаться с Фицморисом в лесах Глен-оф-Ахерлоу до февраля 1573 года, когда он предстал перед сэром Джоном Перротом в церкви Килмаллока и был помилован. В 1575 году он сопровождал Фицмориса во Францию, но через несколько недель вернулся в Ирландию. С того времени и до дня высадки Фицмориса мы ничего о нём не слышим, за исключением того, что 16 ноября 1576 года он пожаловался президенту Мунстера сэру Уильяму Друри, что граф Десмонд пас 60 лошадей и сотню всадников в Имокилли, инцидент вполне достаточный, чтобы показать, как в это время дул ветер.
По прибытии Фицмориса в июле 1579 года он поднял восстание. Он принял участие во Втором восстании Десмонда (1579—1583). Будучи знатоком всех стратегических приемов ирландской войны и лично храбрым в осуществлении своих планов, он стал после смерти «заклятого предателя» неоспоримым, хотя и не номинальным, главой восстания. Именно против него, а не графа Десмонда, граф Ормонд, главным образом, направил свои усилия. Сообщалось, что не раз во время этой ужасной битвы он был убит. Действительно, однажды он был тяжело ранен, а его брат убит, но не выказал намерения сдаться. В феврале 1581 года ему едва не удалось захватить сэра Уолтера Рэли. Филип О’Салливан Бир в своей истории елизаветинских войн 1621 года сообщил, что в 1581 году «рота английских солдат, отличавшихся одеждой и вооружением, называлась „красными мундирами“, посланные на войну [в Ирландию] королевой, были разбиты возле Лисмора Джоном Фицджеральдом, сенешалем». В мае 1583 года «Черный Том», Томас Батлер, 10-й граф Ормонд, схватил престарелую мать Джеймса, Шайли О’Кэрролл, и «казнил» её, повесив старушку в Корке. Но только 14 июня, когда сообщалось, что у него было не более 24 мечей и четырёх всадников, он согласился признать безнадежность своего дела. Его представление было принято условно; но граф Ормонд, который очень уважал его за храбрость, искренне умолял начальника шпионской сети Елизаветы I барону Бёрли о его помиловании. Он заявил, что он был человеком "доблестным, мудрым и верным своему слову, и с момента его подчинения «он и его люди были заняты поддержанием порядка и ведением хозяйства».
Вмешательство графа Ормонда было успешным в том, что касается жизни Джона Фицджеральда. Что касается его земель, то этот вопрос должен был остаться открытым: 36 000 акров хорошей земли, которые протестантским плантаторам, известным как «гробовщики», были переданы в собственность короной, не будут отданы ими без борьбы. Его представляли как самого опасного человека в провинции, поскольку он «имеет больше разведданных из Испании, чем кто-либо другой». Представления плантаторов не остались без расчетного воздействия на королеву Елизавету I, которая поначалу была склонна относиться к нему снисходительно.
Не подозревая о каком-либо нападении, он был в марте 1587 года арестован сэром Томасом Норрисом и заключен в Дублинский замок, где и умер в феврале 1589 года.
Его двоюродный брат сэр Джон Фицэдмунд Фицджеральд из Клойна и Баллимало-хауса стал следующим сенешалем Имокилли.

## Семья
Он женился на Оноре, дочери Джеймса Фицмориса Фицджеральда, от которой у него было два сына, Эдмунд и Ричард, а также две дочери, Кэтрин и Элеонора. Его сын и наследник Эдмунд, которому на момент смерти отца было полтора года, был признан инквизицией наследником Баллимартира и других земель в графстве Корк и был передан под опеку капитану Мойлу. Он получил ливрею своих земель по достижении совершеннолетия и в 1647 году защищал Баллимартир от своего племянника Мурроу О’Брайена, 1-го графа Инчикина, когда замок был сожжен, а он сам объявлен вне закона.